# Miletus acrisius
Miletus acrisius är en fjärilsart som beskrevs av Hans Fruhstorfer 1914. Miletus acrisius ingår i släktet Miletus och familjen juvelvingar. Inga underarter finns listade i Catalogue of Life.